# アカントフォリス
アカントフォリス（Acanthopholis,　「棘のある鱗」の意味）は、白亜紀前期に現在のイングランドに生息したノドサウルス科の曲竜類恐竜の属の一つである。

## 研究史

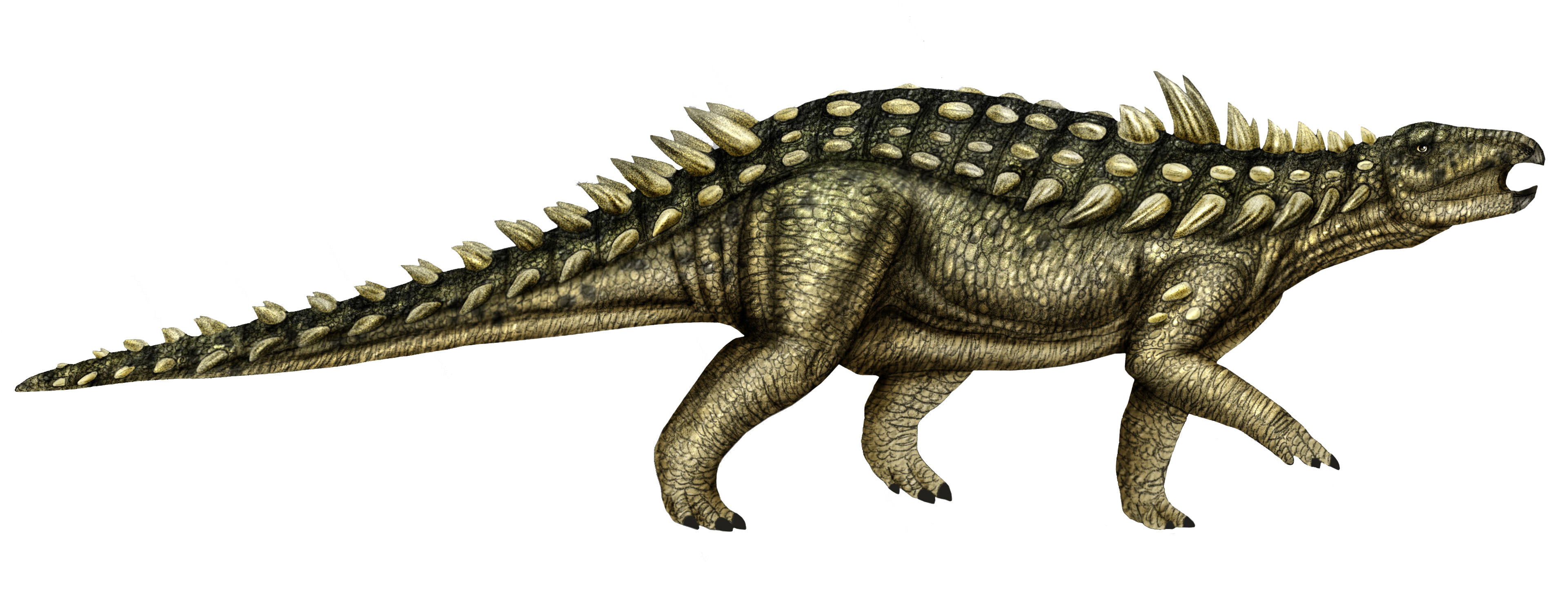
仮定的な復元図

### 発見と命名
1865年頃、商業化石収集家のジョン・グリフィスはケントのフォークストン近郊で皮骨を含む恐竜の化石を発見し、これを冶金学者のジョン・パーシー博士に売却した。トマス・ヘンリー・ハクスリーはパーシーの化石に注目し、グリフィスに同じ場所で発見したものを全て掘り出させるために支払った。現場は潮間帯にあり発掘は困難であったが、なんとか発掘され、追加の骨と装甲が発見された。
1867年にハクスリーは新属、新種Acanthopholis horridusとして記載命名した。属名は装甲にちなんだものであり、古代ギリシャ語で「棘」を意味するακανθα（akantha）と「鱗」を意味するφόλις （pholis）から派生している。 種小名はhorridusラテン語で「驚くべき」もしくは「荒っぽい」を意味する。pholisは女性名詞であるため、1890年にアーサー・スミス・ウッドワードによりAcanthopholis horridaと校正されている。
タイプ標本およびコタイプGSM 109045-GSM 109058はケンブリッジ・グリーンサンドで発見された。この累層はアルブ期からセノマン期の年代のものであるが、より古い時代の再堆積化石も含まれている。これらの標本は3つの歯、1つの頭蓋底、1つの胴椎、複数の棘と鱗甲で構成されている。

### 種の追加と再考
1869年にハリー・シーリーはこの属の新種を複数命名した。SMC B55599-55609に基づいたAcanthopholis macrocercus、SMC B55454, SMC B55455-55460に基づいたAcanthopholis platypus、SMC B5558-55560, B55562, B55566-55568, B55569に基づいたAcanthopholis stereocercus およびSMC 55551-SMC 55557に基づいた Acanthopholis eucercusである。1878年にシーリーはAcanthopholis tanyspondylusを命名したものの、1879年にEucercosaurus tanyspondylusへと改名している。同年、シーリーはAcanthopholis stereocercusの標本を一部分割し、アノプロサウルスの新種Anoplosaurus majorとしている。しかし、1902年フランツ・ノプシャはこれをアカントフォリスの別の種であるAcanthopholis majorとした。ノプシャは同時に、Anoplosaurus curtonotus をAcanthopholis curtonotusをへと改名した。1879年にシーリーはA. macrocercusのタイプ標本の一部に基づいてシンゴノサウルス（Syngonosaurus）を命名した。1956年にフリードリヒ・フォン・ヒューネはA. platypusをMacrurosaurus platypusと改名した。
1999年にXabier Pereda-SuperbiolaおよびPaul M. Barrettはアカントフォリスの化石の再評価を行い、その結果全ての種が疑問名であるという結論に達した。つまり、ノドサウルス科の種に由来するという以上の識別が出来ないタイプ標本に基づいており、不正当な名前だということである。これらの標本の化石は関節状態ではなく断片的なものも多い。曲竜類のものであるかどうかも疑わしいものすらある。また彼らはシーリーが博物館の標本のラベルとして使用したものの発表しなかった種があったことも発見した（SMC B55463-55490に付けられた"Acanthopholis hughesii" とSMC B55491-55526に付けられた"Acanthopholis keepingi"）。両者の名前は新種としては提案されず、裸名とされた。

## 特徴
アカントフォリスの装甲は皮膚にほぼ水平に配置された楕円形でキール状のプレートと、首から肩にかけて突き出した長い棘により構成される。四足歩行の草食動物であり、体長は3-5.5 m、体重約380 kgと推定されている。

## 分類
アカントフォリスは最初ハクスリーによりスケリドサウルス科（Scelidosauridae）に分類された。1902年にノプシャ分離して独自の科アカントフォリス科（Acanthopholididae）に分類した。1928年にはAcanthopholididaeはAcanthopholidaeに校正されている。現在では曲竜類内のノドサウルス科に属すると考えられている。